# Kommunalverfassungsstreit
Das Kommunalverfassungsstreitverfahren ist eine Streitigkeit zwischen verschiedenen Organen einer einheitlichen juristischen Person des öffentlichen Rechts über Rechte und Pflichten aus dem körperschaftlichen Verhältnis.
Es ist eine öffentlich-rechtliche Streitigkeit nichtverfassungsrechtlicher Art. Dementsprechend werden Kommunalverfassungsstreitverfahren vor den Verwaltungsgerichten geführt. Da die Verfahrensart der Konzeption der Verwaltungsgerichtsordnung widerspricht, ist sie dort nicht geregelt. Streitende Parteien dieses „Insichprozesses“ sind in den Hauptanwendungsfällen Organe der Gebietskörperschaften untereinander. Die anderen Anwendungsfälle werden meist unter den Bezeichnungen Organklage oder innerorganisationsrechtliche Streitigkeit zusammengefasst. 
Das Kommunalverfassungsstreitverfahren kann ein Interorganstreit oder ein Intraorganstreit sein. Verfahrensbesonderheiten und Grundlagen der Anwendbarkeit ergeben sich aus dem Recht des jeweiligen Bundeslandes, welches die Gesetzgebungskompetenz für relevante Normen des Kommunalrechts hat.

## Verfassungsbezug
Die Bezeichnung Kommunalverfassungsstreit hat nichts mit der Verfassung der Bundesrepublik Deutschland, dem Grundgesetz (GG), zu tun, sondern leitet sich vom Begriff Kommunalverfassung ab, der in einigen Bundesländern das Recht der Gemeinden und Landkreise bezeichnet. Daher ist er trotz der Begriffsähnlichkeit keine Streitigkeit verfassungsrechtlicher Art. Das Verfahren hat dennoch manche Ähnlichkeiten mit dem verfassungsrechtlichen Organstreitverfahren.

## Interorganstreit
Der Interorganstreit ist die Auseinandersetzung zwischen zwei kommunalen Organen. Verfahrensparteien können sämtliche Organe einer Gemeinde sein. Die in Frage kommenden kommunalen Organe definieren sich entsprechend der Gemeindeordnung in den einzelnen Bundesländern. Voraussetzung für eine Klageführung ist eine Mehrheitsentscheidung des Organs.
Organ kann hier sein Bürgermeister gegen Gemeindevertretung.

## Intraorganstreit
Der Intraorganstreit ist die Auseinandersetzung zwischen Mitgliedern eines Organs oder Organteilen gegen das Organ.
Also Gemeindevertreter A gegen Gemeindevertreter B.

## Zulässigkeitsvoraussetzungen

### Klageart
Da das Kommunalverfassungsstreitverfahren in der Verwaltungsgerichtsordnung nicht vorgesehen ist, findet sich auch keine Regelung bezüglich der richtigen Klageart in ihr. In Anbetracht eines effektiven Rechtsschutzes i. S. d. Art. 19 Abs. 4 GG, muss grundsätzlich die prozessuale Möglichkeit bestehen, entsprechende Rechte auch vor Gericht geltend machen zu können. Bei der Frage der richtigen Klageart, ist zunächst auf das klägerische Begehren abzustellen.
Regelmäßig kann man jedoch davon ausgehen, dass eine Anfechtungs- und Verpflichtungsklage nicht statthaft sein wird, da Intrapersonalstreitigkeiten keine Außenwirkung zukommt.
In der Rechtsprechung und der juristischen Literatur haben sich folgende Klagearten herauskristallisiert:
- die allgemeine Leistungsklage für Fragen, die darauf gerichtet sind, eine bestimmte Handlung oder Maßnahme für die Zukunft zu erreichen bzw. zu unterlassen und

- die Feststellungsklage, wenn ein eigentlich abgeschlossener Sachverhalt angegriffen werden soll.

Der Bayerische Verwaltungsgerichtshof hat indessen einen Sonderweg eingeschlagen und die sogenannte kassatorische Leistungsklage als statthafte Klageart angesehen. Diese Rechtsprechung ist in der Literatur jedoch auf starke Ablehnung gestoßen, da hierbei eine Vermischung von Gestaltungs- und Leistungsklage vorgenommen wurde, die auch nicht mit Art. 19 Abs. 4 GG gerechtfertigt werden kann. 
In besonderen Fällen kann auch eine Normenkontrollklage zulässig sein, etwa wenn durch eine Satzung in die Rechte eines Organs eingegriffen werden soll. Dafür muss im jeweiligen Landesrecht jedoch die Möglichkeit zur Normenkontrolle eröffnet sein, § 47 Abs. 1 Nr. 2 VwGO. Eine Fortsetzungsfeststellungsklage scheidet aus, „da nämlich nach überwiegender Auffassung davon ausgegangen werden kann, dass sich Organe öffentlich-rechtlicher Körperschaften entsprechend den gerichtlichen Entscheidungen verhalten werden“.
Neben diesen, in der Verwaltungsgerichtsordnung (VwGO) geregelten Klagearten, wird vereinzelt auch eine Klage sui generis (eigener Art) als Möglichkeit angesehen.

### Klagebefugnis
Die Klagebefugnis ergibt sich aus § 42 Abs. 2 VwGO (analog). Außer bei den vom Organ durchgeführten Wahlen sind auch beim Kommunalverfassungsstreitverfahren Popularklagen unzulässig. Der jeweilige Kläger muss deutlich machen, in seinen eigenen organschaftlichen Rechten verletzt zu sein. Es ist mithin die Geltendmachung einer wehrfähigen Innenrechtsposition erforderlich. Es obliegt den Mitgliedern des Organs nicht, die Rechtmäßigkeit eines Beschlusses des Organs abstrakt von den Gerichten prüfen zu lassen. Die Notwendigkeit, in eigenen Rechten verletzt zu sein, gilt nicht nur für das einzelne Mitglied, sondern ebenso für Fraktionen, wenn diese eine entsprechende Rechtskontrolle durchführen wollen. In einem Verfahren hatte auch der Verwaltungsgerichtshof Baden-Württemberg hierüber zu entscheiden und dieser befand, dass eine Fraktion nicht berechtigt ist, die Rechte einzelner Mitglieder oder auch die Rechte des Gemeinderates bzw. der Gemeindevertretung in Prozessstandschaft geltend zu machen.

### Beteiligten- und Prozessfähigkeit
Die Feststellung der Beteiligtenfähigkeit ist mangels entsprechender Regelung in der Verwaltungsgerichtsordnung in der Praxis entwickelt worden. Der Weg vor das Verwaltungsgericht steht einem Gemeindeorgan, dem Vorsitzenden des Gemeindeorgans, einem Organteil oder einem einzelnen Mitglied immer dann offen, wenn es in seinen gesetzlich zustehenden Rechten als Organ oder in seinen Mitwirkungsrechten als Organmitglied beeinträchtigt wird.
Es wird zum Teil vertreten, dass sich die Beteiligtenfähigkeit nicht aus § 61 Nr. 1 VwGO ergibt da nicht die natürliche Person ihr Bürgerrecht einklagt, sondern das Amt selbst klagt. Der Mensch bekleide dieses Amt lediglich. Somit fände für bspw. ein klagendes Gemeinderatsmitglied § 61 Nr. 1 VwGO keine Anwendung. Da der Gemeinderat aber keine Vereinigung i. S. d. § 61 Nr. 2 VwGO sei, es fehlt insofern an der Freiwilligkeit (man kann sich die anderen Mitglieder des Gemeinderates nicht aussuchen), wird § 61 Nr. 2 VwGO analog angewandt.
Dementsprechend wenden Vertreter dieser Meinung auch § 62 Abs. 3 VwGO analog an. Die Gegenansicht wendet § 61 Nr. 1 VwGO direkt an.

### Klagegegner
Richtiger Klagegegner ist grundsätzlich nicht die Gemeinde, sondern das Organ/Organteil, gegenüber dem der geltend gemachte Anspruch bestehen soll, beziehungsweise durch das die behauptete Rechtsverletzung erfolgt sein soll.

## Begründetheit
Die Begründetheit eines Kommunalverfassungsstreitverfahrens ist nicht bereits dann gegeben, wenn die Rechtswidrigkeit des angegriffenen Beschlusses festgestellt wird, sondern erst dann, wenn nachgewiesen werden kann, dass der Kläger durch den Rechtsverstoß in seinen organschaftlichen Rechten verletzt wurde.

## Kosten des Verfahrens
Die Kosten des zulässigen Verfahrens trägt die Gemeinde im Rahmen ihrer Pflicht, den Organen die zur Amtsausübung erforderlichen Mittel zur Verfügung zu stellen. 